# Вільяос
Вільяос (ісп. Villahoz) — муніципалітет в Іспанії, у складі автономної спільноти Кастилія-і-Леон, у провінції Бургос. Населення — 362 особи (2010).
Муніципалітет розташований на відстані близько 190 км на північ від Мадрида, 35 км на південний захід від Бургоса.

## Демографія
Динаміка населення (INE ):

## Галерея зображень

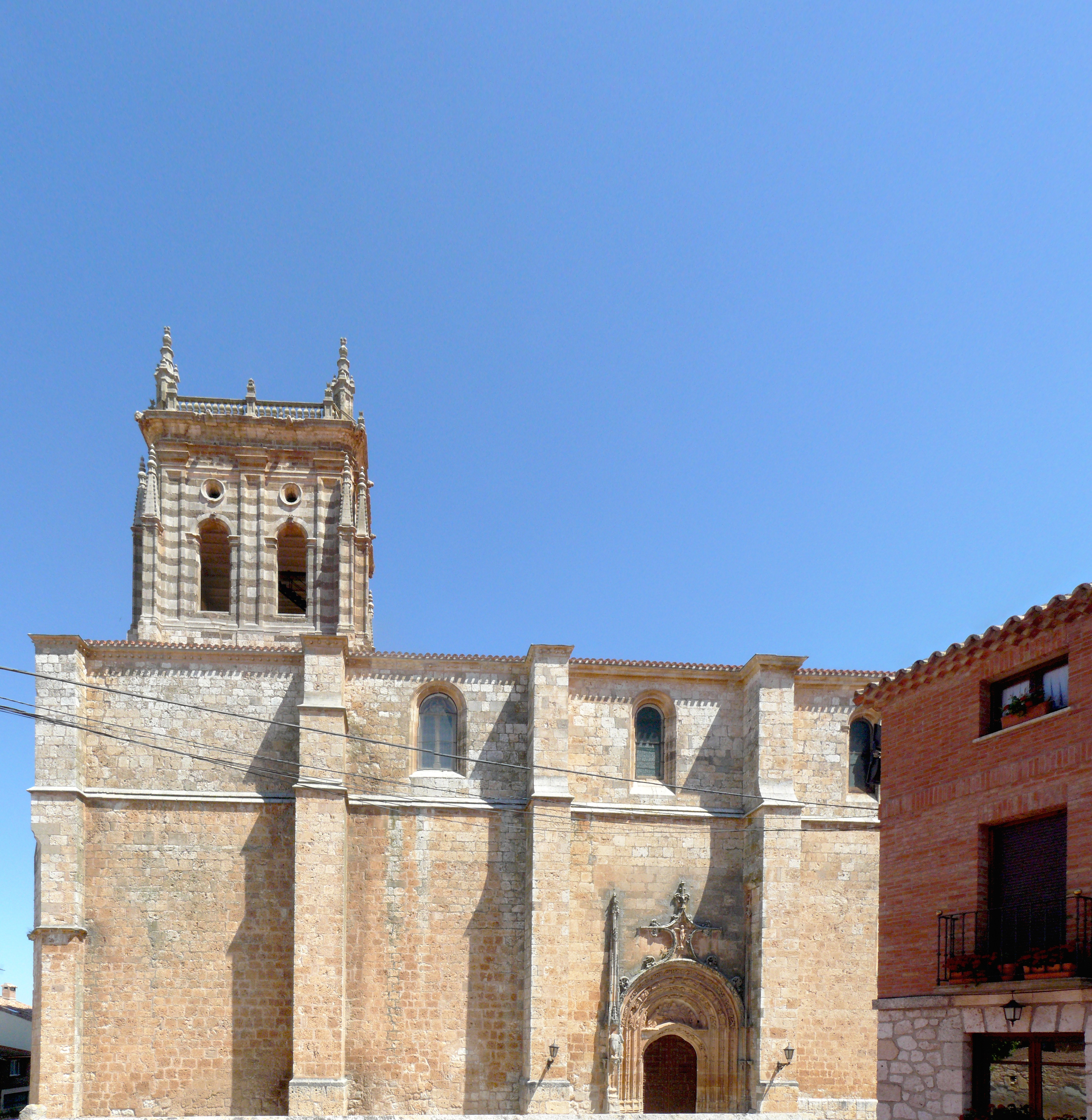
Церква у Вільяосі